# Giunzione Josephson

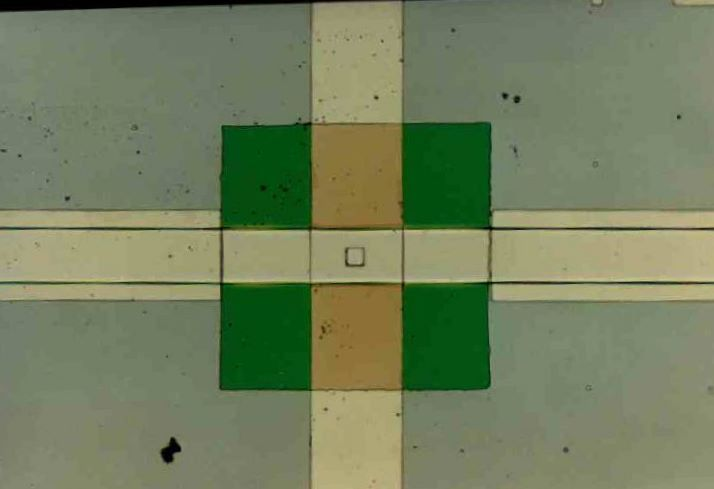
Una giunzione Josephson reale:
la linea orizzontale è il primo elettrodo, mentre la linea verticale è il secondo elettrodo;
il quadrato che li separa è un isolante che ha al centro, dove si incrociano i due elettrodi,
una piccola apertura attraverso cui si ha la vera e propria giunzione Josephson

La giunzione Josephson è composta da due strisce di superconduttori separate da un dielettrico.
Alla base del funzionamento della giunzione Josephson vi è il fenomeno fisico dell'effetto tunnel della coppia di Cooper attraverso lo strato di isolante.
L'effetto Josephson è stato teorizzato e poi verificato sperimentalmente all'inizio degli anni sessanta e lega alla frequenza di una radiazione elettromagnetica la caduta di potenziale che ha luogo nella giunzione tra due metalli in particolari condizioni di lavoro.
La giunzione Josephson prende il nome da Brian D. Josephson che nel 1962 predisse l'effetto
. Le prime giunzioni Josephson furono realizzate un anno dopo da Philip Warren Anderson e John Martin Rowell.

## Introduzione
La giunzione Josephson si basa sull'effetto tunnel, un effetto caratteristico della meccanica quantistica. La figura mostra due elettrodi metallici di niobio isolati da un isolante spesso, tranne che in una regione, dell'ordine del μm², in cui sono separati da una sottile barriera di pochi nm di ossido di alluminio. Se la temperatura è sufficientemente alta, superiore a quella critica degli elettrodi (Tc = 9,2 K nel caso del niobio), la barriera tunnel si comporta come una resistenza {\displaystyle R_{n}\ }, che segue la legge di Ohm.
Il valore della resistenza dipende esponenzialmente dallo spessore della barriera, a causa dell'effetto tunnel.
Al di sotto della temperatura critica Tc
il niobio diventa superconduttore, cioè si comporta come un condensato di bosoni, le coppie di Cooper, descrivibili mediante un parametro d'ordine complesso del tipo:
{\displaystyle \psi ={\sqrt {\rho }}e^{i\varphi }}
dove {\displaystyle \rho \ } è la densità delle coppie di Cooper e {\displaystyle \varphi \ }
è la fase del parametro d'ordine.
A bassa temperatura (T<Tc) la conduzione attraverso la barriera tunnel non segue più la legge di Ohm, perché le cariche elettriche responsabili del passaggio di corrente attraverso la giunzione non sono più gli elettroni "liberi" di un metallo, ma le coppie di Cooper e le quasiparticelle, elettroni o lacune, originate dallo stato eccitato delle coppie di Cooper. Le coppie di Cooper possono trasportare corrente senza caduta di potenziale e sono quindi responsabili del tratto verticale al centro della figura relativa alla caratteristica I-V della giunzione Josephson. Le quasiparticelle sono normalmente legate da un gap di energia Δ in una coppia di Cooper e non possono contribuire alla conduzione finché non viene applicata alla giunzione una differenza di potenziale V = Δ/2e che fa superare loro il gap di energia. A quel punto le quasiparticelle contribuiscono significativamente al passaggio di corrente elettrica dando luogo a una risposta che sostanzialmente segue la legge di Ohm. Questo fatto lo si può osservare nella figura della caratteristica I-V della giunzione come un brusco aumento della corrente a una data tensione e un comportamento lineare per tensioni superiori.

## Le equazioni di Josephson
Applicando una corrente di polarizzazione {\displaystyle I_{b}\ } tra i due elettrodi della giunzione le coppie di Cooper possono passare attraverso la barriera per effetto tunnel non sviluppando una differenza di potenziale tra gli elettrodi, ma semplicemente una differenza di fase {\displaystyle \delta } che è legata alla corrente di polarizzazione da quella che è detta I equazione di Josephson:
{\displaystyle I_{b}=I_{c}\sin \delta \ }
Tale equazione stabilisce che la corrente può scorrere attraverso la giunzione senza tensione ai capi fino a una corrente massima {\displaystyle I_{c}\ }, detta corrente critica. Si può mostrare che vi è un forte legame tra la corrente critica e la resistenza di Tunnel. Infatti dalla teoria BCS segue che tale legame valga:
{\displaystyle I_{c}={\frac {\pi \Delta }{2eR_{n}}}\tanh {\frac {\Delta }{2kT}}\ }
Dove {\displaystyle \Delta \ } è la gap di energia dei due elettrodi superconduttori, cioè l'energia di legame delle coppie di Cooper.
L'espressione è valida se le dimensioni delle giunzioni sono piccole rispetto alla cosiddetta
lunghezza Josephson, vedi nel seguito. Se le dimensioni della giunzione sono maggiori di tale lunghezza, normalmente dell'ordine della decina μm, bisogna tenere conto della variazione spaziale della
fase, quindi l'equazione diventa più complessa.

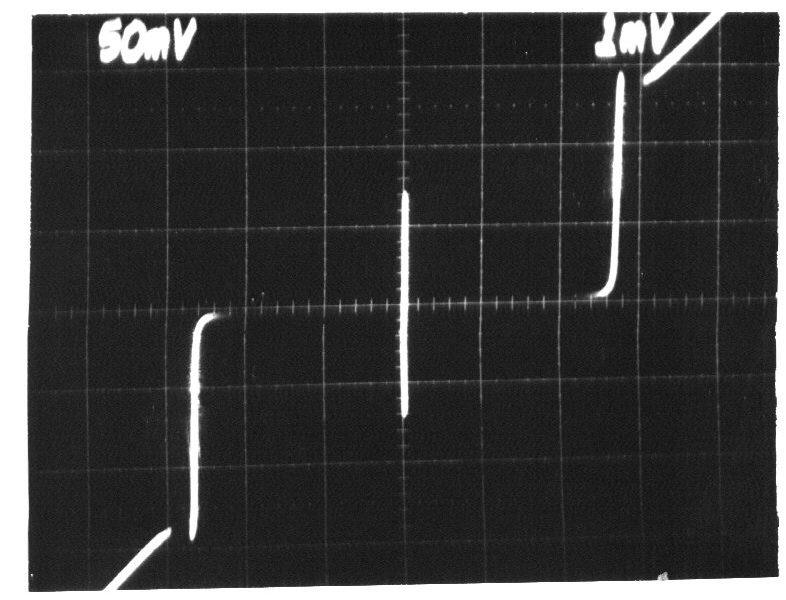
Tipica corrente tensione di una giunzione Josephson; la scala dell'asse verticale è di 50 µA, quella dell'asse orizzontale è in mV

La figura mostra la caratteristica corrente tensione di una tipica giunzione Josephson di {\displaystyle 5\times 5\ \mu m^{2}}. Se la corrente di polarizzazione parte da zero ed è aumentata, la giunzione rimane nello stato di tensione zero (la linea centrale verticale) fino a quando è raggiunta la corrente critica di circa 70 µA. A questo punto la caratteristica va improvvisamente nello stato a tensione pari alla gap di energia dei superconduttori divisa la carica dell'elettrone in questo caso {\displaystyle V_{g}=2.75\ mV}. Aumentando ulteriormente la corrente di polarizzazione, si ottiene un comportamento ohmico reversibile (ramo di destra in alto) con una pendenza data proprio da {\displaystyle R_{n}\ }. Diminuendo la corrente di polarizzazione, la giunzione procede lungo la stessa curva, quando segue la branca inferiore per arrivare a tensione zero.
La seconda equazione di Josephson descrive la dinamica della differenza di fase quando una differenza di potenziale finita V è applicata alla giunzione Josephson:
{\displaystyle {\frac {d\delta }{dt}}={\frac {2e}{\hbar }}V={\frac {2\pi }{\Phi _{o}}}V\ }
La grandezza {\displaystyle \Phi _{o}={\frac {h}{2e}}\ } viene chiamato quanto di flusso magnetico
ed è una grandezza che dipende solo da costanti naturali.
Questa equazione implica che applicando una differenza di potenziale costante la fase cresce linearmente nel tempo. Di conseguenza la corrente diventerà una corrente alternata con ampiezza {\displaystyle I_{c}\ } e frequenza {\displaystyle V/\Phi _{o}\ }. Questo comporta che una giunzione Josephson è un perfetto convertitore tensione frequenza.
La resistenza normale di una giunzione Josephson è inversamente proporzionale all'area dei due superconduttori affacciati, mentre la densità di corrente {\displaystyle J_{c}\ } critica è inversamente proporzionale all'area della giunzione, ed è il parametro da considerare per definire le proprietà generali della barriera. La lunghezza Josephson è infatti definita come:
{\displaystyle \lambda _{J}={\sqrt {\frac {\Phi _{o}}{4\pi \mu _{o}J_{c}\lambda }}}}
dove {\displaystyle \lambda \ } è la lunghezza di penetrazione nel superconduttore, la formula è scritta trascurando lo spessore della barriera stessa. Se le dimensioni della giunzione sono piccole rispetto a {\displaystyle \lambda _{J}\ }, quanto detto circa le equazioni di Josephson e il legame tra corrente critica ed {\displaystyle R_{n}\ } vale con buona approssimazione.
Quando le dimensioni diventano maggiori di tale lunghezza, la fase diventa una funzione dipendente dallo spazio nella regione della giunzione e la fenomenologia diventa più complicata. Le giunzioni Josephson, essendo costituite da due elettrodi affacciati a distanza molto ravvicinata, hanno naturalmente una capacità elettrica, proporzionale all'area affacciata e poco dipendente dallo spessore della barriera: le giunzioni più comuni hanno capacità tipiche di {\displaystyle 50\ fF/\mu m^{2}}.

## Induttanza Josephson
La giunzione Josephson si comporta come una induttanza per piccoli segnali variabili nel tempo.
Infatti se riscriviamo le due equazioni di Josephson come:
{\displaystyle {\begin{aligned}{\frac {\partial I}{\partial \delta }}&=I_{c}\cos \delta \\{\frac {\partial \delta }{\partial t}}&={\frac {2\pi }{\Phi _{0}}}V\end{aligned}}}
Da queste equazioni applicando la regola della catena posso calcolare la derivata temporale della corrente:
{\displaystyle {\frac {\partial I}{\partial t}}={\frac {\partial I}{\partial \delta }}{\frac {\partial \delta }{\partial t}}=I_{c}\cos \delta \cdot {\frac {2\pi }{\Phi _{0}}}V}
Che può essere riscritta come la funzione tensione-corrente di una induttanza:
{\displaystyle V={\frac {\Phi _{0}}{2\pi I_{c}\cos \delta }}{\frac {\partial I}{\partial t}}=L(\delta ){\frac {\partial I}{\partial t}}}
Quindi una giunzione Josephson polarizzata ad una corrente inferiore a quella critica si comporta come una induttanza che dipende dalla differenza di fase:
{\displaystyle L(\delta )={\frac {\Phi _{0}}{2\pi I_{c}\cos \delta }}={\frac {L_{J}}{\cos \delta }}}
Avendo definito {\displaystyle L_{J}=L(0)={\frac {\Phi _{0}}{2\pi I_{c}}}} un parametro caratteristico della giunzione Josephson, detta induttanza Josephson.
Quindi una giunzione Josephson si comporta a tutti gli effetti circuitali come una induttanza, in quanto è la costante di proporzionalità tra derivata della corrente e differenza di potenziale. Ma in più è una induttanza che varia con corrente di polarizzazione, infatti se la corrente di polarizzazione viene aumentata,  aumenta {\displaystyle \delta } e quindi il suo coseno al denominatore diminuisce e quindi l'induttanza della giunzione Josephson cresce.

## Energia Josephson
Una giunzione Josephson ha un comportamento simile ad una induttanza non lineare di cui si può calcolare l'energia immagazzinata quando viene polarizzata con una corrente. Infatti la supercorrente che scorre nella giunzione è dipendente dalla differenza di fase:
{\displaystyle I=I_{c}\sin \delta }
La fase superconduttrice evolve in maniera analoga alla legge di Faraday:
{\displaystyle V=\operatorname {d} \!\Phi /\operatorname {d} \!t}
Facendo l'ipotesi che al tempo {\displaystyle t_{1}}, la differenza di fase è {\displaystyle \delta _{1}}, mentre ad un tempo successivo
{\displaystyle t_{2}} la differenza di fase diventa {\displaystyle \delta _{2}}. L'aumento di energia nella giunzione è pari al lavoro fatto sulla giunzione:
{\displaystyle \Delta E=\int _{1}^{2}IV\operatorname {d} \!{t}=\int _{1}^{2}I\operatorname {d} \!\Phi =\int _{\delta _{1}}^{\delta _{2}}I_{c}\sin \delta \operatorname {d} \!\left(\Phi _{0}{\frac {\delta }{2\pi }}\right)={\frac {\Phi _{0}I_{c}}{2\pi }}(\cos \delta _{1}-\cos \delta _{2})}
Da cui si ha che il cambiamento di energia dipende dalla differenza tra lo stato finale ed iniziale e non dipende dal cammino seguito, perciò l'energia immagazzinata in una giunzione Josephson è una funzione di stato, che può essere definita come:
{\displaystyle E(\delta )={\frac {\Phi _{0}I_{c}}{2\pi }}(1-\cos \delta )=E_{J}(1-\cos \delta )}
Scegliendo di porre a zero l'energia con la giunzione non polarizzata.
Dove si è definito con {\displaystyle E_{J}=|E(0)|={\frac {\Phi _{0}I_{c}}{2\pi }}} l'energia Josephson. Quindi una giunzione Josephson
immagazzina energia simile a quella magnetica immagazzinata da una induttanza classica, ma non vi è nessun campo magnetico associato.

## Modello RCSJ
La caratteristica corrente tensione della figura è chiaramente isteretica, con due stati di tensione uno a {\displaystyle V=0\ } e {\displaystyle V\neq 0\ } rispettivamente per una corrente di polarizzazione più bassa che la corrente critica {\displaystyle I_{c}\ }. La resistenza dinamica
(la pendenza) dipende fortemente dal punto di lavoro, raggiungendo valori alti per tensioni inferiori a {\displaystyle V_{g}\ }. Il comportamento non lineare dipende dal tunneling di quasiparticelle; infatti, oltre alle coppie di Cooper per tensioni superiori a {\displaystyle V_{g}\ }, la corrente dipende anche da tale tipo di portatori di carica. Per eliminare tale comportamento si può porre in parallelo alla giunzione una opportuna resistenza di shunt.

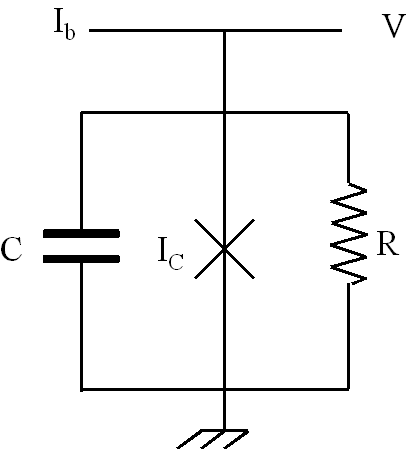
Schema di una giunzione
con resistenza di shunt: le due linee incrociate sono il simbolo della giunzione Josephson

In questo caso, se si ha una resistenza di shunt esterna,si descrive il comportamento della giunzione mediante un semplice modello a elementi discreti come
mostrato nella figura, immaginando di porre a massa l'elettrodo inferiore, l'equazione del nodo. Per polarizzazione in corrente diventa:
{\displaystyle I_{b}=I_{c}\sin \delta +{\frac {V}{R}}+C{\frac {dV}{dt}}\ }
dove {\displaystyle I_{b}\ } è la corrente di polarizzazione e {\displaystyle V\ } la tensione ai capi della giunzione. Tale equazione una volta che si esprima la tensione in funzione della seconda equazione Josephson:
{\displaystyle {\frac {\hbar C}{2e}}{\frac {d^{2}\delta }{dt^{2}}}+{\frac {\hbar }{2eR}}{\frac {d\delta }{dt}}+I_{c}\sin \delta =I_{b}\ }
Il parametro adimensionale:
{\displaystyle \beta _{c}={\frac {2\pi R^{2}I_{c}C}{\Phi _{o}}}\ }
pone una demarcazione tra comportamento isteretico {\displaystyle \beta _{c}\ >0.7} e non per valore
inferiore.